# Fabian Bourzat
Fabian Bourzat (Nantes; 19 de diciembre de 1980) es un patinador artístico sobre hielo francés que, junto a la patinadora Nathalie Péchalat, ha conseguido ser dos veces medalla de bronce en el Campeonato Mundial de Patinaje Artístico sobre Hielo.
En 2012 en el Mundial celebrado en Niza consiguió la medalla de bronce en danza por parejas, con 173.18 puntos; fueron superados por la pareja canadiense Tessa Virtue-Scott Moir, y por la pareja estadounidense (plata) formada por Meryl Davis y Charlie White. Dos años después, en 2014 en el Mundial celebrado en Saitama volvieron a conseguir la medalla de bronce; esta vez fueron superados por la pareja italiana Anna Cappellini-Luca Lanotte (oro) y por la pareja canadiense Kaitlyn Weaver-Andrew Poje (plata).